# عاصفة ثلجية

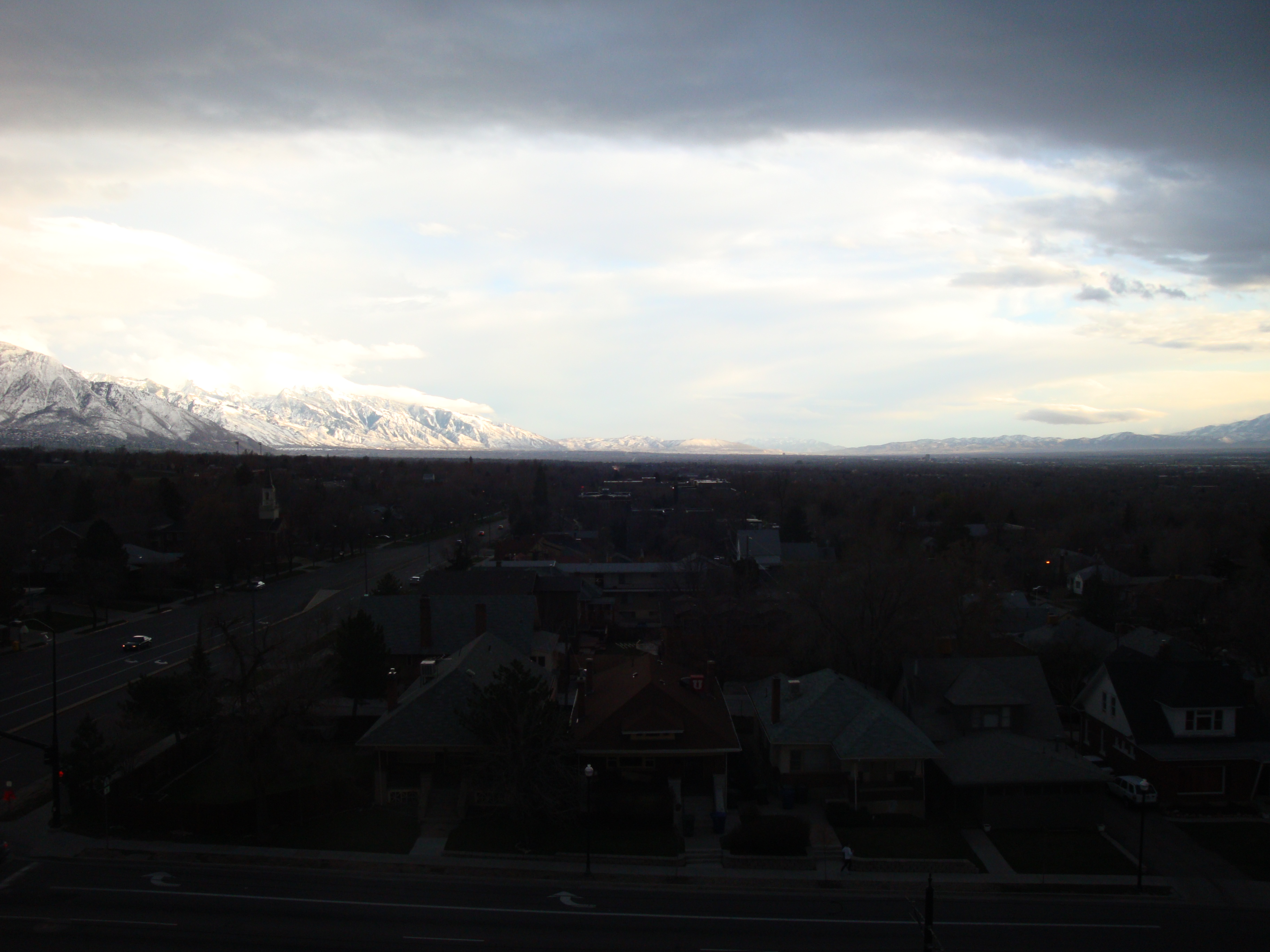
عاصفة ثلجية أثناء اقترابها في سولت ليك

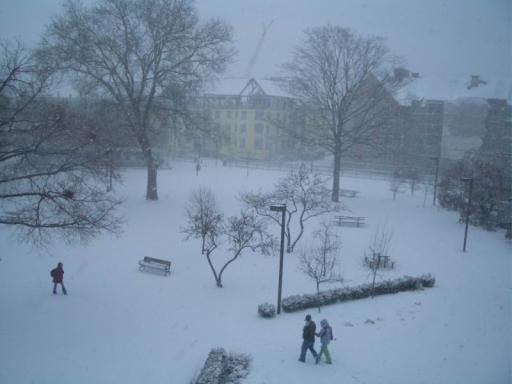
منظر شائع للعواصف الثلجية

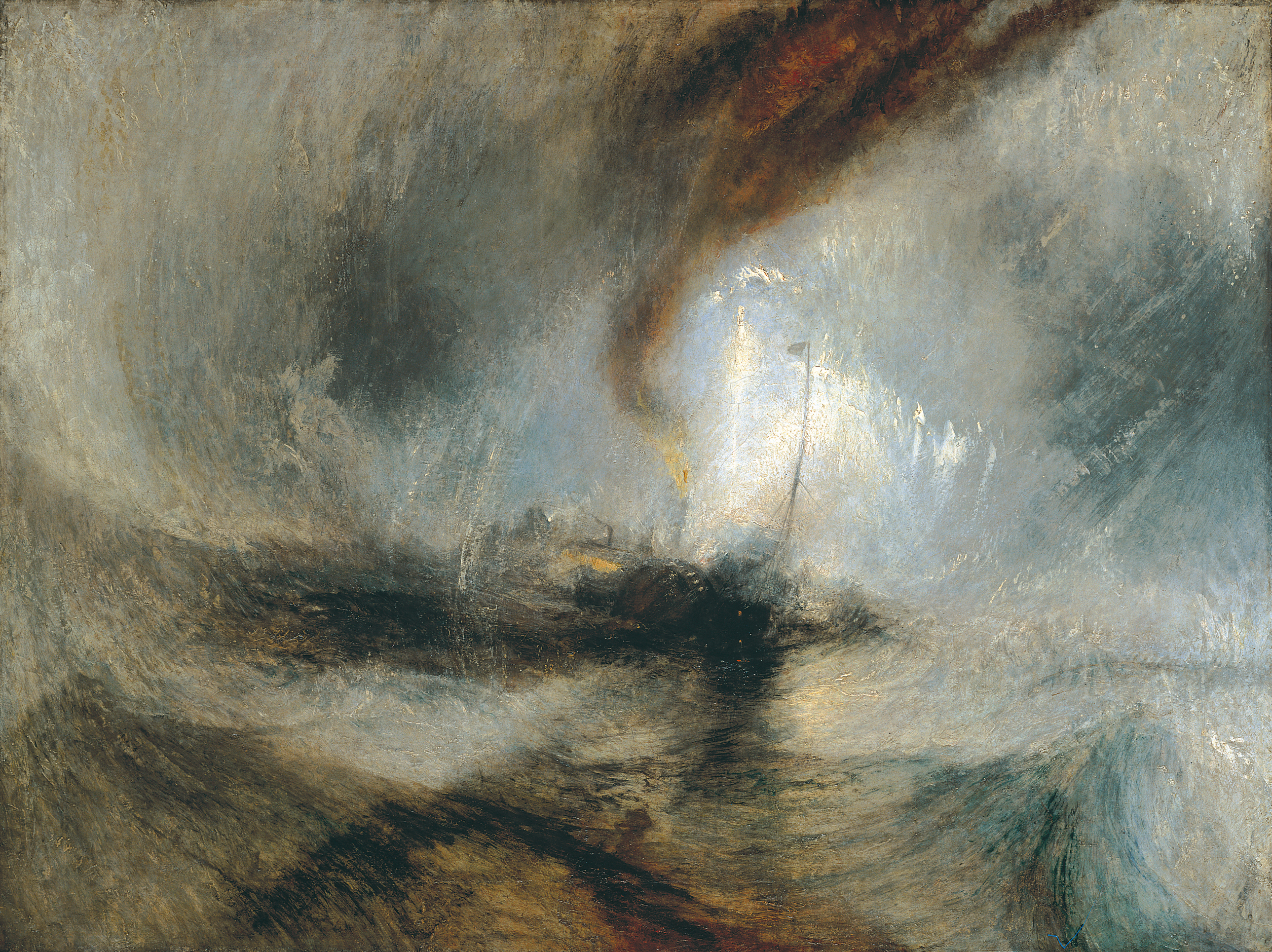
العاصِفة الثَلجية، بريشة تورنر، رُسمت عام 1842. يصور العَمل عاصفة ثلجية هوجاء.

العاصفة الثلجية هي عاصفة قاسية يصاحبها برد شديد ورياح قوية ويصاحبها سقوط للثلج. وهذه العواصف الثلجية توجد في شمال القارة الأمريكية الشمالية وسيبيريا ودول إسكندنافيا وغرينلاند. والرياح الشتوية الباردة تبدأ في تكوينها من إسكندينافيا وشرق أوروبا باتجاه الغرب لتصبح هذه المناطق باردة جدا طوال شهور الشتاء. وعندما تهب الرياح خارج القارة الأوربية تكون جافة جدا وباردة جدا ويصاحبها بعض السحب ويصاحبها هبوط ملحوظ في درجات الحرارة. لكن عندما تتجه الرياح ناحية شمال غرب اجع الرياح فوق مساحة كبيرة وطويلة فوق بحر الشمال مصاحبة معها السحب التي تجعل الصقيع كحزم أن هذه السحب تعمل كبطانية تجعل درجة حرارة الجو ليلا أعلي. ففي هذه الحالة الصقيع يصعب التنبؤ به. والضباب في هذه المناق يصعب التنبؤ به لأنه يعتمد على وجود أو عدم وجود السحب.